# Momo (powieść)
Momo – powieść niemieckiego pisarza Michaela Endego, wydana po raz pierwszy w 1973 roku. Pełny tytuł utworu brzmi: Momo, czyli osobliwa historia o złodziejach czasu i dziecku, które zwróciło ludziom skradziony im czas (oryg. Momo oder Die seltsame Geschichte von den Zeit-Dieben und von dem Kind, das den Menschen die gestohlene Zeit zurückbrachte). Zaliczana do klasyki literatury dziecięcej książka traktuje o pojęciu czasu i jego pojmowaniu przez dzisiejsze społeczeństwo. Jest też krytyką konsumpcjonizmu.

## Postaci
- Momo – mała dziewczynka o niezwykłym talencie słuchania, uciekła z domu dziecka, nic nie wiadomo o jej rodzinie. Ma czarne włosy i czarne oczy.
- Gigi Oprowadzacz (Girolamo) – młody chłopak, parający się różnymi zajęciami, wesoły i pogodny, obdarzony talentem opowiadania. Marzył o sławie i bogactwie. Przyjaciel Momo.
- Beppo Zamiatacz Ulic – starszy człowiek, rozsądny i spokojny, wręcz powolny, szanujący czas. Przyjaciel Momo.
- Nino – barman, przyjaciel Momo.
- Nicola – murarz, przyjaciel Momo.
- Mistrz Secundus Minutius Hora – zarządca czasu, przydzielający ludziom należny im czas. Wróg Szarych Panów. Żyje poza czasem – potrafi być raz stary, raz młody.
- Szarzy Panowie – złodzieje czasu, istniejący dzięki czasowi zabieranemu ludziom.
- Kasjopea – magiczna żółwica Mistrza Hory, widząca zdarzenia na pół godziny naprzód.

## Treść utworu

### Część I – Momo i jej przyjaciele
Pewnego razu do odległego, włoskiego miasteczka przybyła mała dziewczynka. Nosiła ona imię Momo, które sama sobie nadała. Uciekła z domu dziecka, gdzie była poniewierana i bita. Postanowiła zamieszkać w starym amfiteatrze. W jej nowym domu odwiedziła ją grupa mieszkańców. Chcieli się oni coś o niej dowiedzieć, ale dziewczynka niewiele im potrafiła wyjaśnić. Mieszkańcy zaproponowali jej więc, żeby zamieszkała u jednego z nich, lecz Momo wolała zostać sama. Zrobili więc jej małe mieszkanko w komórce w amfiteatrze. Murarz Nicola przyniósł tam nawet piecyk i namalował na ścianie wazonik z kwiatami, a inni ludzie zostawili tam kilka przedmiotów, by dziewczynce lepiej się mieszkało.
Dość szybko okazało się, że Momo posiadała niezwykłą moc. Potrafiła ona słuchać tak niezwykle, jak inni nie potrafią. Przy niej też rodziły się też nowe pomysły. Do dziewczynki często przychodzili ludzie z różnymi swoimi problemami, które ona potrafiła rozwiązać. Kiedyś odwiedzili ją barman Nino i murarz Nicola – obaj panowie byli kiedyś przyjaciółmi, ale potem pokłócili się ze sobą na śmierć i życie. Dopiero gdy przyszli do Momo, przypomnieli sobie powód swojego sporu. Otóż Nicola kupił od Nina obrazek św. Antoniego. Barman zażądał w zamian za to radia. Po wymianie wyszło na jaw, że za obrazkiem znajdował się banknot, warty tyle, ile radio Nicoli. Nino stwierdził, że banknot nie należy do wymiany i zażądał jego oddania. Nicola (który wiedział o banknocie przed dokonaniem wymiany) odmówił, za co Nino nie chciał dać mu drinka. Spowodowało to szereg różnych złośliwości, które obaj panowie nawzajem sobie zrobili. Po spotkaniu z Momo pogodzili się i odtąd żyli w zgodzie. Innym razem Momo odwiedził chłopiec, którego kanarek nie chciał śpiewać. Dziewczynka długo musiała słuchać ptaka, aż ten zaczął wreszcie śpiewać. Tymi czynami zdobyła sobie uznanie mieszkańców miasteczka. Zaczęły do niej przychodzić dzieci, by wspólnie się bawić. Raz, kiedy dziewczynki nie było w domu dzieci postanowiły pobawić się same: w morską wyprawę badawczą. Niestety nic rozsądnego nie przychodziło im do głowy. Dopiero, gdy przyszła Momo zabawa się rozkręciła.
Wśród wszystkich mieszkańców miasteczka Momo miała dwóch najlepszych przyjaciół. Jednym z nich był stary Beppo Zamiatacz Ulic, człowiek stary, spokojny i opanowany, trochę dziwaczny. Drugim był młody chłopak Girolamo, zwany Gigim Oprowadzaczem, beztroski i zwariowany młodzieniec, który parał się różnymi zajęciami, głównie oprowadzaniem wycieczek po mieście i opowiadaniem im zmyślonych historii. Beppo i Gigi przyjaźnili się zanim jeszcze poznali Momo, a wraz z jej poznaniem ich przyjaźń się umocniła. Gigi tak pokochał Momo, że chętnie brałby ją ze sobą wszędzie, gdyż w jej towarzystwie powstawały o wiele lepsze historie. Gigi wymyślał je na poczekaniu. Wymyślał też bajki dla Momo, które często jej opowiadał, gdy siedzieli razem w amfiteatrze i patrzyli na księżyc.

### Część II – Szarzy Panowie
Któregoś dnia w mieście pojawili się tajemniczy Szarzy Panowie. Obserwowali oni dokładnie wszystko oraz zapisywali w swoich notesach różne spostrzeżenia. Później zniknęli, a ludzie o nich zapomnieli. Wkrótce jednak pojawili się znowu. Jeden z nich odwiedził pana Fusi, fryzjera. Uświadomił mu, że ciągle marnuje on swój czas na różne głupstwa, jednak nic straconego, można to jeszcze zmienić. Wystarczy złożyć swój czas w ręce Szarych Panów, do Kasy Oszczędności Czasu, która będzie wydać ludziom czas, gdy będą chcieli odejść na emeryturę. Szary Pan zniknął, zaś pan Fusi zaczął maniakalnie oszczędzać czas. Stał się przy tym mrukliwy przestał poświęcać czas swojej matce i odwiedzać dziewczynę.
Wkrótce to samo ogarnęło wszystkich dorosłych w mieście. Ludzie przestali mieć czas dla swoich dzieci. Kupowali im piękne i drogie przedmioty, żeby tylko się ich pozbyć z domu. Dzieci odwiedzały więc Momo. Oprócz tego coraz częściej odwiedzali ją Beppo i Gigi. Wreszcie dziewczynka  postanowiła odzyskać swoich przyjaciół. Spotkała Nicolę, który popadł w alkoholizm. Obiecał ją odwiedzić, lecz nie przyszedł. Później odwiedziła Nina, który dorobił się ekskluzywnego baru szybkiej obsługi. Nie był jednak z tego powodu szczęśliwy. Żeby zdobyć klientów wyrzucił z baru kilku starszych panów, w tym również wuja swojej żony. Z tego powodu pokłócił się z żoną. Dzięki Momo pogodził się z nią, a nawet odwiedził dziewczynkę.
Szarzy panowie zrozumieli, że w takiej sytuacji Momo stanowi dla nich zagrożenie. Postanowili ją przekonać, do odsunięcia się od przyjaciół. Przysłali jej Bibi, lalkę doskonałą, która ciągle powtarzała te same słowa. Momo nie potrafiła się nią bawić, więc odwiedził ją osobiście jeden Szary Pan: agent BLW/553/c. Próbował on wytłumaczyć dziewczynce, na czym polega zabawa lalką doskonałą. Momo nie potrafiła jednak zrozumieć, dlaczego ma bawić się zabawką i zostawić swoich przyjaciół. Swoją zadziwiającą umiejętnością słuchania dziewczynka wprowadziła agenta w trans, który wygadał się swojej rozmówczyni z prawdziwych zamiarów Szarych Panów względem ludzi. Gdy się ocknął przerażony swym czynem uciekł.
Momo opowiedziała całą historię Beppowi i Gigiemu. Gigi namówił ją, by urządzić zebranie dzieci, na którym dziewczynka przemówi, opowie swoją przygodę i wyjaśni, kim są naprawdę Szarzy Panowie. Mimo rad Beppa zebranie się odbyło, na którym Momo wszystko wyjaśniła. Dzieci doszły do wniosku, że trzeba urządzić paradę z transparentami i zaprosić wszystkich dorosłych na zebranie. Parada jednak nic nie dała (była to zasługa Szarych Panów), którzy sprawili, iż ludzie w ogóle nie zwrócili na nią uwagi.
Pewnego wieczoru Beppo, zmęczony całodzienną pracą zasnął na ulicy, niedaleko wysypiska śmieci. Gdy się obudził, to zobaczył sąd Szarych Panów nad agentem BLW/553/c. Za to, iż wygadał się on przed Momo z prawdziwych celów ich organizacji skazano go na śmierć poprzez pozbawienie czasu (ukrytego w cygarach, które panowie nieustannie palili). Agent rozpłynął się w powietrzu, zaś Szarzy Panowie postanowili raz na zawsze ukrócić działania Momo. Beppo, słysząc to wszystko, szybko wskoczył na rower, lecz kiedy przyjechał do amfiteatru nikogo tam nie zastał. Do dziewczynki przyszła bowiem żółwica Kasjopea i zaprowadziła ją do odległego świata, do domu Nigdy na ulicy Nigdzie. Szarzy Panowie się spóźnili, Beppo również. Przerażony pojechał do Gigiego i wszystko mu opowiedział. Chciał zgłosić sprawę na policję, lecz Gigi odradził mu to tłumacząc przyjacielowi, że mógłby on w ten sposób narobić dziewczynce kłopotów. Jednocześnie Szarzy Panowie rozpoczęli poszukiwania Momo, które jednak spełzły na niczym. Na specjalnym zebraniu ustalili, że Momo musiał pomóc ich największy wróg, Mistrz Hora. Uratował on dziewczynkę i na pewno nauczy ją, jak ich pokonać. Jeden z Szarych Panów zasugerował, żeby zdobyć zaufanie Momo. Pytaniem pozostawał fakt, jak to zrobić? Jedyne, co Szarzy Panowie mogli jej zaofiarować, to czas, ale ona ma go w nadmiarze. Postanowili więc, że sprawią, iż posiadany czas będzie mogła wykorzystać tylko dla siebie. By to przeprowadzić zaplanowali dobrać się do jej przyjaciół.
Tymczasem Momo trafiła do domu Nigdzie przy zaułku Nigdy, gdzie mieszkał Mistrz Hora. Ugościł on u siebie dziewczynkę i opowiedział jej o Szarych Panach. Wyjaśnił, że są złodziejami czasu, których ludzie sami nieopatrznie stworzyli, ciągle oszczędzając czas. Szarzy Panowie kradli Kwiaty Jednej Godziny, rozdawane ludziom przez Mistrza Horę. Robili z nich cygara, które bez przerwy palili. Jeśli tracili cygara, wówczas rozpływali się w nicość. Następnie Hora pokazał Momo Kwiaty Jednej Godziny. Dziewczynka zachwycona tym widokiem zapadła w bardzo długi sen i postanowiła, po przebudzeniu opowiedzieć o Kwiatach swoim przyjaciołom.

### Część III – Kwiaty Jednej Godziny
Momo obudziła się w amfiteatrze wraz z Kasjopeą. Znalazła tam list od Gigiego, który mówił, żeby udała się do Nina, gdzie będzie mogła jeść ile chce na rachunek Gigiego. Dziewczynka skorzystała z propozycji. Nie miała pojęcia, że minął rok od jej ostatniej wizyty w prawdziwym świecie. Przez ten czas Szarzy Panowie zmienili jej przyjaciół. Gigiemu dali oni wielki majątek. Teraz młodzieniec wyjeżdżał na występy, podczas których opowiadał swoje historie. Szybko jednak znudziły go one, historie stały się bowiem banalne i nudne, ludzie tego jednak nie spostrzegali. Wreszcie postanowił on opowiedzieć ludziom o Szarych Panach, lecz otrzymał telefon z żądaniem, aby tego nie robił, gdyż w przeciwnym razie znowu stanie się znowu biedakiem, a ludzie i tak mu nie uwierzą. Zrezygnował więc z tego.
Co do Beppa, to długo szukał on Momo na własną rękę. Wreszcie poszedł na policję, lecz tam mu nie uwierzono. Po wizycie na wielu komisariatach zamknięto go w szpitalu dla wariatów. Tam odwiedzili go Szarzy Panowie i powiedzieli, że to oni uprowadzili Momo i jeśli chce ją odzyskać, to musi oddać im 10 000 godzin swego czasu. Beppo zgodził się na to i gdy tylko został wypuszczony, natychmiast zabrał się do intensywnej pracy. Pracował bez wytchnienia.
Inni przyjaciele Momo – dzieci zostali zabrani do tzw. "przechowalni dzieci", gdzie uczono ich, jak należy się bawić i co robić warto, a co nie. Momo była więc sama. Najpierw poszła do Nina zjeść śniadanie. Zjadła dużo, lecz bardzo mało dowiedziała się od barmana, gdyż ten ciągle był zajęty. Gdy najadła się do syta poszła szukać swoich przyjaciół. Z trudem znalazła dom, w którym obecnie mieszkał Gigi. Właśnie wyjeżdżał on na kolejne występy. Chłopak ucieszył się bardzo na widok dziewczynki i zaprosił ją do samochodu. Usiłował z nią porozmawiać, w czym przeszkadzały mu jego sekretarki. Wreszcie, gdy dojechali nad lotnisko Gigi zaproponował Momo, by pojechała z nim na występy. Dziewczynka odmówiła jednak i chłopak ruszył sam. Na dodatek, podczas, spotkania z Gigim Momo zgubiła Kasjopeę i została teraz sama. Próbowała więc spotkać się z dziećmi, ale one też były zajęte. Tak jak to przewidzieli Szarzy Panowie dziewczynka nie miała z kim się bawić, a jej czas stał się dla niej przekleństwem. Wtedy właśnie odwiedzili ją Szarzy Panowie z propozycją nie do odrzucenia: ona wskaże im, gdzie jest Mistrz Hora, a oni oddadzą jej przyjaciół. Momo odmówiła i wyjaśniła, że i tak nie może im pomóc, gdyż drogę do Mistrza Hory zna jedynie żółwica Kasjopea, a on zniknęła. Ogłoszono więc alarm pierwszego stopnia i poszukiwania żółwicy.
Wkrótce Kasjopea pojawiła się u Momo i zabrała ją ze sobą na ulicę Nigdy. Tym razem jednak śledzili ich Szarzy Panowie. Dziewczynka odkryła ich obecność w chwili, kiedy próbowali wejść przez ścieżkę do domu Nigdzie. Okazało się to niemożliwe, ponieważ kiedy tylko na nią wchodzili, rozpływali się w powietrzu. Otoczyli więc dom ze wszystkich stron. Mistrz Hora ucieszył się na widok Momo. Zrozumiał jednak, że są oblężeni. Szarzy Panowie nie mogli tu wejść. Mieli jednak możliwość zatruć rozdawany ludziom czas dymem ze swoich cygar, co spowodowałoby u ludzi całkowitą nudę. Po zjedzeniu śniadania Mistrz Hora przedstawił dziewczynce swój plan działania. Otóż Hora nigdy w swoim życiu nie zasnął. Gdyby jednak tak się stało, wówczas czas przestałby biec, a Szarzy Panowie również przestaliby istnieć, ale wszyscy ludzie i wszystkie stworzenia na ziemi nigdy już nie mogłyby żyć (poza Kasjopeą, która zawierała czas w sobie). Momo otrzymała więc od Hory Kwiat Jednej Godziny. Z jego pomocą miała dostać się do kryjówki Szarych Panów, w której Szarzy Panowie przetrzymywali ukradziony czas i oddać go ludziom.
Wreszcie Hora zasnął. Szarzy Panowie mogli już wejść do domu Nigdzie i wówczas odkryli straszną prawdę: czas stanął w miejscu. Przerażeni rzucili się do ucieczki, ale ich samochody stanęły, więc musieli wrócić do swojej kryjówki na piechotę. W dodatku ich cygara zaczęły się wypalać. Szarzy Panowie wyrywali je sobie nawzajem, niszcząc się przy okazji. Wreszcie dotarli do Banku Kasy Oszczędności Czasu. Za nimi szły cały czas Momo i Kasjopea. W budynku Szarzy Panowie zaczęli likwidować się nawzajem, gdyż w mniejszej liczbie mogli zachować na dłużej Kwiaty Jednej Godziny. Wreszcie spostrzegli Momo, która właśnie dotknęła Kwiatem Jednej Godziny ich kasę, a tym samym zamknęła Panom dostęp do skradzionego czasu. Szarzy Panowie zobaczyli w ręku dziewczynki Kwiat. Zdesperowani rzucili się na nią, lecz ona zaczęła uciekać. Pomogła jej w tym Kasjopea, wpadając wrogom pod nogi, przez co ci potykali się i wypuszczali z ust swoje cygara, ginąc przy tym po kolei. Wreszcie zginął ostatni Szary Pan. Momo wówczas ponownie dotknęła Kwiatem skarbiec, otworzyła go i uwolniła Kwiaty Jednej Godziny. Uruchomiła w ten sposób z powrotem czas i wszystko ożyło na nowo. Kasjopea wróciła do Mistrza Hory, który po wybudzeniu ze snu bardzo ucieszył się z jej przybycia. Momo zaś odnalazła Beppa i wraz z nim wróciła do amfiteatru, gdzie już czekali na nią Gigi Oprowadzacz, Nino z żoną, Nicola i wszystkie dzieci. Rozpoczęło się wielkie przyjęcie.

### Krótkie posłowie autora
Autor wspomina, jak kiedyś jechał pociągiem i spotkał tajemniczego człowieka, który raz wydawał się stary, a raz młody. On to właśnie opowiedział mu historię Momo. Później jednak zniknął nie wiadomo jak i gdzie.

## Adaptacje
- Momo – film prod. włosko-niemieckiej z 1986 roku, w reżyserii Johannesa Schaafa. W roli Momo wystąpiła Radost Bokel, w roli mistrza Hory John Huston. Współscenarzystą był Michael Ende, który pojawił się także na ekranie w małej roli narratora[1].

- Momo alla conquista del tempo – film animowany prod. włosko-niemieckiej z 2001 roku[2].

Powieść miała także wiele adaptacji scenicznych, także w Polsce, łącznie z operą, do której libretto napisał Michael Ende.

## Polskie wydania i tłumaczenia
Momo została wydana w Polsce w 1978 roku przez Naszą Księgarnię w przekładzie Teresy Jętkiewicz, ilustracje książki zostały wykonane przez Mariana Murawskiego. Wznowiona w 2000 roku nakładem Wydawnictwa Siedmioróg w tym samym tłumaczeniu. Momo została także wydana w kolekcji "Polityki", w ramach akcji "Cała Polska czyta dzieciom".